# Akregator
Akregator is een opensource-feedreader voor KDE en TDE. Het programma heeft ondersteuning voor RSS- en Atom-feeds. Feeds kunnen worden onderverdeeld in categorieën. Akregator zal alle feeds in een bepaalde categorie op een enkele lijst tonen, zodat bijvoorbeeld al het nieuws in de categorie Politiek onder één kopje staat. Het programma beschikt tevens over een zoekfunctie met realtime-suggesties voor titels van alle items in de databank.
Akregator kan dusdanig worden ingesteld dat er op een regelmatig tijdstip feeds worden opgehaald. De gebruiker kan ook handmatig alle feeds opvragen, individuele feeds of feeds in een bepaalde categorie. Daarnaast is er ondersteuning voor het ophalen van feedpictogrammen en kan KHTML of QtWebEngine worden gebruikt als een interne webbrowser met tabbladen, waardoor het programma niet verlaten hoeft te worden om een feed te lezen. Ook is er een optie om de feeds te openen met een browser naar keuze.
Akregator maakt sinds versie 3.4 deel uit van KDE en wordt uitgebracht met een Kontact-module (ook op TDE).